# Gladys Knight & the Pips
Gladys Knight & the Pips foi uma banda estadunidense de rhythm and blues/soul formada em 1953. Ela foi mais conhecida pelo período em que lançou discos pela gravadora Motown Records no final da década de 1960. A formação mais duradoura consistia da vocalista Gladys Knight, seu irmão Merald "Bubba" Knight e seus primos Edward Patten e William Guest como vocais de apoio.